# 1960年代のラグビー
< 1960年代
- 1950年代前後:1950年代のラグビー - 1960年代のラグビー - 1970年代のラグビー

## できごと

### 1960年
- （ルール改正） - スクラム内の定義に関する変更[1]
- 1月8日 - 第12回全国社会人大会は八幡製鉄が連覇（13‐3近鉄）
- 1月9日 - 第39回全国高校大会は保善が優勝（9-0北見北斗）
- 4月 - 関東社会人ラグビー連盟が34チームで結成
- 9月18日 - 八幡製鉄がカナダ遠征へ（4勝2敗）
- 12月 -　関東大学Aグループで日大が5年ぶり2回目の優勝。慶大がBグループに転落する

### 1961年
- （ルール改正） - ペナルティキックの定義に関する変更[1]。
- 1月6日 - 第11回全国地区対抗大学大会で近大が初優勝(8-3愛知学芸大)
- 1月8日 -　第13回全国社会人大会は八幡製鉄が3連覇（3-0近鉄）
- 1月9日 - 第40回全国高校大会は秋田工が優勝（13-6保善）
- 1月29日 - 第1回NHK杯は八幡製鉄が圧勝（50-13日大）
- 3月17日 - カナダ・キャッツクラブ来日（2勝3敗）
- 12月 - 早大が関東大学Bグループに転落、慶大はAグループ復帰。Aグループの優勝は明大

### 1962年
- 1月8日 - 第14回全国社会人大会は近鉄が優勝（6-5八幡製鉄）
- 1月9日 - 第41回全国高校大会は保善が連覇（9‐5京王）
- 2月24日 - エリスクラブ台湾遠征（4勝）
- 3月4日 - 第2回NHK杯は同大が近鉄を17-6と破り、初の全国制覇
- 3月25日 - 第15回三地域対抗は関東が5年連続7回目の優勝
- 5月9日 - 八幡製鉄が豪州、NZ遠征（6勝4敗）
- 6月23日 - 九州総合体育大会が全九州高校ラグビー大会として独立
- 8月27日 - 秩父宮ラグビー場ナイター照明点灯式
- 8月29日 - フランス学生選抜ピュック来日（7勝1敗1分）
- 11月16日 - 秩父宮ラグビー場、国立競技場に移譲する
- 12月 - 早大が関東大学Aブロックに復帰

### 1963年
- （ルール改正） - スクラムから出るボール、ボールの内圧に関する規定[1]
- 1月1日 - 全国高校大会が花園ラグビー場で始まる
- 1月8日 - 第15回全国社会人大会は八幡製鉄が優勝（19-3谷藤機械）
- 1月9日 - 第42回全国高校大会は天理が27年ぶりV（8-3北見北斗）
- 3月3日 - 第3回NHK杯は八幡製鉄が明大を25-6で下す
- 3月24日 - 第16回三地域対抗で関東が6連勝
- 3月 - 日本代表、33年ぶりのカナダ遠征メンバー発表
- 4月13日 - 日本代表はカナダでBC州代表に勝利（33-6）
- 9月24日 - 日本ラグビー協会創立35周年記念式典（秩父宮）
- 9月 - 関東大学はブロック制を廃止、対抗戦方式に戻る
- 9月 - 関西大学対抗戦をリーグ形式に変更。A・B・C3部制に

### 1964年
- （ルール改正） - ラインアウトを定義、スクラム等でのオフサイドラインの後退[1]
- 1月8日 - 第16回全国社会人大会は八幡製鉄が連覇（16-3近鉄）
- 1月9日 - 第43回全国高校大会は保善が東京決戦を制す(6-3京王)
- 3月20日 - 第1回日本選手権は同大が初の栄冠（18-3近鉄）
- 6月11日 - 五輪のため春開催の新潟国体。社会人は愛知県（トヨタ自工）、教員は大阪府、高校Aは東京都（保善高）が優勝
- 9月 - 関東大学は再び2ブロック制に
- 10月10日 - 秩父宮ラグビー場が東京五輪のサッカー会場に
- 11月5日 - 保善高が韓国遠征(4勝1敗)。高校初の海外遠征
- 11月20日 - 日本ラグビー協会が「日本ラグビー史」を出版
- 12月18日 - NZカンタベリー大来日（5勝1敗）
- 12月19日 - 京大が東大との定期戦に8年ぶり勝利

### 1965年
- 1月1日 - 京大-慶大が西京極で行われたが、これが元旦最後の定期戦に
- 1月6日 - 第15回全国地区対抗大会は鹿児島大が初優勝（9-6東洋大）
- 1月8日 - 第17回全国社会人大会は八幡製鉄が3連覇（25-3トヨタ自工）
- 1月9日 - 第44回全国高校大会は秋田工が優勝(6-3天理)
- 1月10日 - 第1回大学選手権は法大が優勝（14-6早大）
- 1月15日 - 第2回日本選手権は八幡製鉄が勝利（15-6法大）
- 1月24日 - 東西学生対抗は関西（代表）が17年ぶりの勝利(16-12)
- 3月7日 - 朝日招待は九州代表が日本学生代表に勝利（36-3）
- 3月28日 - 三地域対抗は優勝が決まらず
- 5月13日 - 韓国・大邱商高が来日（2勝3敗）
- 7月 - 全国教育系大学大会が始まるも、この年は研修会のみに
- 7月20日 - 日本代表強化合宿が埼玉県朝霞駐屯地にて始まる
- 9月15日 - 日本ラグビー協会が少年ラグビースクール開講
- 9月16日 - 全香港来日
- 12月5日 - 関西大学Aリーグは同大が8連覇。早大が明大を破り、関東大学で7年ぶりの優勝

### 1966年
- 1月4日 - 第16回全国地区対抗大学大会で国士舘大が初優勝（5-0大経大）
- 1月5日 - 第2回大学選手権は早大が初優勝（16-0法大）
- 1月8日 - 第18回全国社会人大会は八幡製鉄が4連覇(8-3近鉄)
- 1月9日 - 第45回全国高校大会は盛岡工が優勝（6-5天理）
- 1月15日 - 第3回日本選手権は早大が日本一（12-9八幡製鉄）
- 3月16日 - エーコンクラブが香港・台湾遠征(3勝1敗)
- 3月20日 - 全同大がNZ・豪州遠征(3勝5敗1分)
- 4月3日 - どんたくクラブが台湾遠征（2勝1敗）
- 4月27日 - 全九州大学選抜が韓国遠征（2勝3敗）
- 8月12日 - 第2回全国教育系大学大会は鹿児島大が優勝（31-13愛知教育大）
- 9月1日 - 国内ローカルルールにダイレクトタッチキックの制限を採用
- 10月27日 - ウエリントン・アスレチッククラブが来日（2勝2敗）
- 12月4日 - 第42回早明戦は早大が勝利（23-17）

### 1967年
- 1月5日 - 高麗大・延世大の連合チーム来日（2勝3敗）
- 1月6日 - 第17回全国大学地区対抗大会は成城大が優勝（16-6北九州大）
- 1月7日 - 第3回全国大学選手権は早大が連覇
- 1月8日 - 第19回全国社会人大会は近鉄が優勝（15-3トヨタ自工）
- 1月9日 - 第46回全国高校大会は天理が優勝（14-10専大京王）
- 1月15日 - 第4回日本選手権は近鉄が初の日本一（27-11早大）
- 1月22日 - 第21回東西学生対抗は関西学生が勝利(16-13)
- 2月26日 - NZUが2度目の来日（9勝）
- 3月5日 - 朝日招待は日本大学代表34-16で九州代表を下す
- 3月18日 - カナダのセントジョージズ高来日（3勝3敗）
- 4月23日 - 第20回三地域対抗は1ヶ月遅れの開催。関西が3回目の優勝
- 6月16日 - 関西学生ラグビー連盟結成
- 7月 - 日本代表強化のために技術委員会設置。委員長は星名泰
- 7月25日 - 第3回全国教育系大学大会（菅平）は広島大が優勝(16-12鹿児島大)
- 9月27日 - 豪州イースターサバーブスが来日（3勝2敗）
- 12月3日 - 第43回早明戦は早大が圧勝（40-5）。対抗戦全勝優勝
- 12月10日 - 法大が中大を破り（19-16）、全勝でリーグ戦初代王者に

### 1968年
- 1月6日 - 第18回全国地区対抗大会は鹿児島大が優勝（17-11広島大）
- 1月7日 - 第4回大学選手権は法大が優勝（11-8早大）
- 1月8日 - 第20回全国社会人大会は近鉄が連覇（6-5トヨタ自工）
- 1月9日 - 第47回全国高校大会は福岡電波が初優勝（11-5目黒）
- 1月15日 - 第5回日本選手権は近鉄が連覇(27-14法大)
- 3月10日 - NZポンソンビーが来日（3勝2敗）
- 3月16日 - 大経大が台湾遠征（3勝1敗1分）
- 3月22日 - 天理大が韓国遠征（1勝3敗1分）
- 3月24日 - 第21回三地域対抗ラグビーは関西が優勝。この回で廃止に
- 5月6日 - 日本代表がNZ遠征へ
- 6月3日 - 日本代表がオールブラックスジュニアを破る
- 7月8日 - 三地域対抗の中止を決定
- 8月29日 - 慶大がタイ遠征（4勝1敗）
- 9月4日 - トヨタ自工が韓国遠征（2勝2敗）
- 9月8日 - 大学、社会人混成の九州リーグ始まる
- 11月 - 東京三洋が韓国遠征（2勝1敗）
- 12月1日 - 関東リーグ戦は専大が日大と引き分け、無敗で優勝
- 12月8日- 関東大学対抗戦は早大が明大を破り（26-23）全勝優勝

### 1969年
- 1月5日 - 全国大学選手権は早大と慶大が引き分け両校優勝（14-14）。日本選手権には抽選で慶大が進出
- 1月6日 - 第19回全国地区対抗大会は福岡大が初優勝（19-16広島大）
- 1月8日 - 第21回全国社会人大会はトヨタ自工が初優勝（19-13八幡製鉄）
- 1月9日 - 第48回全国高校大会は秋田工が優勝（26-6目黒）
- 1月15日 - 第6回日本選手権はトヨタ自工が優勝（44-16慶大）
- 3月16日 - 第1回アジア大会（秩父宮）は日本が全勝優勝
- 3月20日 - 近鉄の坂田好弘がNZカンタベリー大留学へ
- 4月 - 西京極球技場完成
- 5月3日 - 日本協会会長の香山蕃死去
- 6月22日 - 日本協会会長に湯川正夫就任
- 8月 - 第1回全国ラグビースクール指導者講習会（菅平）
- 10月5日 - 日本協会会長の湯川正夫死去
- 10月10日 - 京都ラグビー祭
- 11月23日 - 日本協会会長に横山通夫就任
- 12月6日 - 法大が日大を下し（46-8）、関東大学リーグ戦全勝優勝
- 12月7日 - 日体大が関東大学対抗戦で全勝優勝